# E.ON
E.ON je holdingová společnost se sídlem v Essenu, je jedním z předních světových energetických společností se silným postavením na trhu v Evropě.
Firma vznikla sloučením dvou významných německých energetických firem VEBA a VIAG v roce 2000 a předmětem jejího podnikání je hlavně prodej elektřiny (výroba, distribuce) a zemního plynu. E.ON podniká zejména v Německu, ale mimo jiné také ve Velké Británii, Švédsku, zemích Beneluxu, Itálii, Česku, Slovensku, Rumunsku a Maďarsku. V České republice podniká prostřednictvím společností E.ON Energie, a.s., EG.D, a.s. (dříve E.ON Distribuce, a.s.). Z hlediska počtu zákazníků je E.ON třetím největším dodavatelem energií v ČR.

## Distribuce elektřiny
Distribuční oblasti elektřiny jsou v České republice rozděleny na několik spádových oblastí. Většina těchto oblastí je v režii ČEZ a E.ON. Distribuční soustava u společnosti E.ON je zajišťována společností EG.D (dříve E.ON Distribuce, a.s.). Tato společnost provozuje sítě na hladině VVN (110 kV), hladině VN (22 kV) a NN (0,4 kV). V roce 2019 stála průměrná kilowatthodina na distribučním území E.ON 4,68 Kč.
Z pohledu hlavní distribuce jsou zajímavé především údaje o VVN:
- 400/110 kV Čebín 2×350 MVA, 1×250 MVA
- 400/110 kV Otrokovice 2×350 MVA, 1×250 MVA
- 400/110 kV Slavětice 2×250 MVA
- 400/220/110 kV Sokolnice 1×400 MVA (400/220 kV); 1×350 MVA (400/110 kV); 2×200 MVA (220/110 kV)
- 400/110 kV Dasný 2×250 MVA
- 400/110 kV Kočín 2×250 MVA
- 220/110 kV Tábor 1×200 MVA

### Rozsah distrubuce elektřiny u E.ON (k datu:?)
- Plošný rozsah oblasti: 26 499 km²
- Počet obyvatel: 2 734 992
- Počet odběratelů: 1 446 389

## Dodavatel elektřiny
E.ON je významným a dominantním dodavatelem elektřiny, dodává elektřinu do více než 1,1 mil. odběrných míst. Dodává nejen v distribuční oblasti EG.D, ale po celé České republice, tj. také v distribučních oblastech společností ČEZ Distribuce a PREdistribuce.

## Distribuce plynu
Distribuční oblasti plynu jsou v České republice rozděleny především společnosti GasNet. Přesto je oblast distribuce, kterou zajišťuje právě E.ON, resp. EG.D. Jedná se o oblast Jižních Čech. Distribuce plynu je zde rozdělena na 7 okruhů:
- 1. Okruh — zásobování VTL soustavy z PM Dub, Lodhéřov, Zvěrkovice, Kasejovice, Šebířov — provozní tlak 1,8–2,45 MPa
- 2. Okruh — zásobování VTL soustavy z PM Žíšov – provozní tlak 1,8–2,1 MPa
- 3. Okruh — zásobování VTL soustavy z PM Velký Pěčín — provozní tlak 1,8–2,0 MPa
- 4. Okruh — pro obec Březí — provozní tlak 100 kPa
- 5. Okruh — pro obec Lnáře — provozní tlak 150 kPa
- 6. Okruh — pro obec Bělčice — provozní tlak 100 kPa
- 7. Okruh — pro obec Čečelovice a okolní obce — provozní tlak 300 kPa

## Dodavatel plynu
Ačkoli znám zejména jako dodavatel elektřiny, v srpnu 2022 dodával E.ON plyn do téměř 259 tis. odběrných míst po celé České republice. Tím se E.ON řadí mezi největší dodavatele plynu v ČR.

## Ocenění
Cena Přístav od České rady dětí a mládeže (2011)